# Bodum
Bodum, Inc. je dánsko-švýcarský výrobce kuchyňského nádobí se sídlem ve švýcarském Triengenu. Společnost byla založena v Kodani v Dánsku v roce 1944 Peterem Bodumem. Roku 1978 byla společnost přesunuta do Švýcarska jeho synem Jørgenem, který ji nadále řídil jako výkonný ředitel.
Společnost mimo jiné produkovala také french press.